# Lokstedt
Lokstedt, Hamburg-Lokstedt – dzielnica miasta Hamburg w Niemczech, w okręgu administracyjnym Eimsbüttel. 
1 kwietnia 1938 na mocy ustawy o Wielkim Hamburgu włączony w granice miasta.
W dzielnicy znajduje się oddział telewizyjny Norddeutscher Rundfunk.